# Musée national de Tulkarem
Le musée national de Tulkarem (en arabe : متحف طولكرم الوطني) est le musée archéologique central de l'État de Palestine (État), affilié au ministère palestinien du Tourisme et des Antiquités,.

## Histoire
Le musée est situé dans la ville de Tulkarem, en Cisjordanie, dans un bâtiment historique construit en 1908.
En 1996, le bâtiment a été restauré et transformé en musée archéologique central.

## Description
Le musée abrite des objets de différentes époques et accueille des délégations, des touristes, des visiteurs et des étudiants de toutes les régions.